# Born to Die (canção)
"Born to Die" é uma canção da cantora norte-americana Lana Del Rey, composta pela própria e Justin Parker, que também a produziu com RoboPop. Foi lançada como o segundo single de seu álbum de estreia homônimo em 30 de dezembro de 2011 pelas gravadoras Interscope Records e Polydor Records. A faixa recebeu análises positivas, mas os críticos musicais consideraram-na "assombrada" e parecida com outros trabalhos de Del Rey. Os críticos também disseram que a letra da música apresenta trechos apocalípticos, semelhante às composições de John Barry.
No Reino Unido, "Born to Die" atingiu a nona posição da parada UK Singles Chart, sendo a segunda canção da cantora a ficar entre as dez primeiras posições nas paradas britânicas. Em fevereiro de 2012, a faixa foi certificada de disco de ouro pela Australian Recording Industry Association (ARIA), por mais de 35 mil cópias vendidas na Austrália. Também foi autenticada de disco de ouro na Itália, de acordo com a Federazione Industria Musicale Italiana (FIMI), por mais de 15 mil exemplares.
Para promover o tema, Del Rey lançou um extended play (EP) de remixes da canção. Também apresentou o single no West Hollywood, no festival de verão português Super Bock Super Rock e no festival de Barcelona Sónar. O vídeo musical, dirigido por Yoann Lemoine, retrata a cantora em uma relação instável com o seu namorado, interpretado pelo modelo Bradley Soileau. As cenas retratam uma viagem de carro que termina com a morte da intérprete.

## Antecedentes e composição
"Born to Die" foi composta por Lana Del Rey e Justin Parker, sendo que este último também a produziu, ao lado do produtor RoboPop. Segundo a cantora, a canção é uma "homenagem ao amor verdadeiro e é um tributo para viver a vida no lado selvagem." Alguns críticos musicais disseram que a música tinha um tom "apocalíptico suave" em suas letras. "Born to Die" funciona de forma tranquila com elementos de orquestra e guitarra. A cantora já havia afirmado que iria usar vocais baixos para as suas músicas, porque estava sentindo que o público não a via como uma vocalista séria. "Ela parece diferente, mas para mim ela soa naturalmente. Quando se trata de composição, é muito elogiada pelas suas habilidades. Ela é uma escritora inteligente, tem um ângulo muito poderoso sobre a sua imagem", comentou David Kahne, produtor da artista. Defendendo-se à Pitchfork Media no outono de 2010, Del Rey disse: "Eu não estou tentando criar uma imagem ou uma pessoa. Só estou cantando, porque é o que eu sei fazer."

## Recepção da crítica
| Críticas profissionais | Críticas profissionais |
| Avaliações da crítica  | Avaliações da crítica  |
| Fonte                  | Avaliação              |
| ---------------------- | ---------------------- |
| BBC                    | (favorável)            |
| Digital Spy            | (inconclusiva)         |
| Entertainment Weekly   | (favorável)            |
| Metro                  | (favorável)            |
| MusicOMH.com           | (favorável)            |
| NME                    | (favorável)            |
| POPLine                | (favorável)            |
| PopMatters             | (favorável)            |
| Slant Magazine         | (favorável)            |
| Sputnik                | (mista)                |

"Born to Die" recebeu diversas resenhas, em sua maioria críticas favoráveis. Robert Copsey, do blogue Digital Spy, comentou: "Nós pensamos que seria quase impossível para Del Rey chegar ao topo com 'Video Games', mas seu novo trabalho poderá apenas ser mais assombrado que a primeira faixa trabalhada". Laura Snapes, da revista NME, escreveu que o segundo compacto do álbum não tem o revestimento do primeiro, mas depois que você começa a escutar, acha algo "extraordinário", enquanto, Grady Smith, da revista Entertainment Weekly, informou que a música tem uma "sintonia melancólica maravilhosa". Pryia Elan, da revista NME, noticiou que a faixa é produtora, e completou dizendo que "embora não tenha a afinação do seu primeiro êxito, é uma sucessora muito digna". Jaime Gill, do website BBC, elogiou Lana, e afirmou que a canção é "ricamente fascinante". Para Alex Alvez, do portal POPLine, a faixa traz a artista em sua melhor forma de interpretação: melancolia em cada estrofe acompanhada de uma dramatização lírica que mais parece advinda de entonações pós doses alcoólicas. A voz da intérprete foi aclamada como "gemidos de fantasmas", ainda, foi relatado que o seu álbum [Born to Die] veio para aprimorar sua carreira.
Aaron-Spencer Charles, do jornal Metro, notou que "a canção é lenta, porém muito forte, com Del Rey contando sobre seu relacionamento através de uma orquestra. O tom vocal calmo da jovem define um triste amor e um bom humor". Tim Lee, do site MusicOMH.com, argumentou que a faixa é como "Video Games", só que com percussão. O site Sputnik, afirmou que a faixa não é como seu primeiro single. Também comentou que os compactos lançados após a conquista nas paradas com o primeiro foi uma série de erros cometidos pela cantora e seus produtores. Escrevendo sobre o disco,  Billy Hepfinger, do PopMatters, aclamou a canção como um "meditação profunda". Sal Cinquemani, da Slant Magazine, foi mais autêntico e crítico com a obra: "Empilhadas com os singles "Video Games", "Blue Jeans", e a faixa-título, o álbum Born to Die estará entre os melhores do ano, e é só janeiro".

## Lista de faixas
Del Rey esteve envolvida em todo processo das remixes feitas para promover o single nas rádios. Foi feito uma remix da canção por Woodkid & The Shoes; outro veio de Rainer Weichhold & Nick Olivetti e um último por Parrade. Também foram feitos outros, pelo Clams Casino e Chad Valley.
| CD single e Download digital |                                 |         |  |
| N.º                          | Título                          | Duração |  |
| 1.                           | "Born to Die" (Versão do álbum) | 4:46    |  |

| EP digital - Remixes |                                           |         |  |
| N.º                  | Título                                    | Duração |  |
| 1.                   | "Born to Die" (Versão do álbum)           | 4:45    |  |
| 2.                   | "Born to Die" (PDP / 13 Remix)            | 6:22    |  |
| 3.                   | "Born to Die" (Woodkid & the Shoes Remix) | 4:00    |  |
| 4.                   | "Born to Die" (Clams Casino Remix)        | 3:07    |  |

| EP digital |                                                |         |  |
| N.º        | Título                                         | Duração |  |
| 1.         | "Video Games" (Versão do álbum)                | 4:44    |  |
| 2.         | "Video Games" (Larry "Mr Fingers" Heard Remix) | 8:58    |  |
| 3.         | "Video Games" (Omid 16B Remix)                 | 5:14    |  |

## Videoclipe

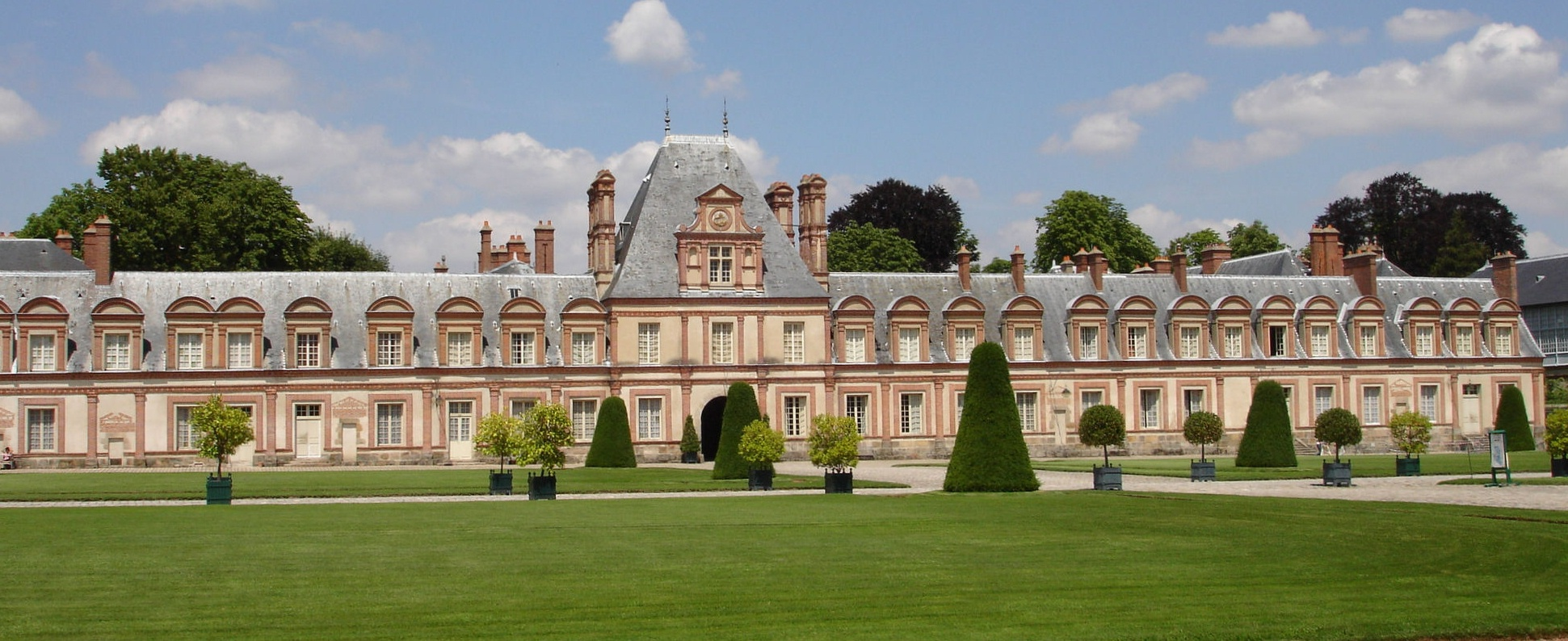
Vista do Palácio de Fontainebleau na França, onde ocorreram parte das gravações do vídeo.

O videoclipe da música foi baseado em um conceito criado por Del Rey, e foi dirigido por Yoann Lemoine, que já havia dirigido o vídeo de "Teenage Dream" da Katy Perry e "Back to December" da Taylor Swift. Ao contrário de "Video Games", o videoclipe de "Born to Die" teve um orçamento e uma produção maior, sendo que a sua gravação ocorreu no Palácio de Fontainebleau, na França. Em uma entrevista ao jornal britânico, Daily Mail, Del Rey revelou que iam usar tigres em uma cena do vídeo da música, dizendo: "Tigres não são baratos. É um vídeo controverso. Você vai ter que esperar para vê-lo, mas tenho um orçamento generoso". Ela também, comentou: "Eu não tinha permissão para ficar sozinha com os tigres, em nenhum momento, por questões óbvias. Mas foi uma experiência especial". Em 14 de dezembro de 2011, o videoclipe vazou na internet antes do seu lançamento oficial; e logo depois, Del Rey deu um comunicado: "Geralmente, sou uma pessoa de poucas palavras, mas vou dizer que esse é o vídeo mais lindo que eu já fiz. Espero que gostem dele - esse não é o momento e nem a maneira de que eu queria mostrar o vídeo, mas estou em Pequim, sem acessos a meios de comunicação sociais e o vídeo vazou na Rússia, mas alguém está postando ele por mim".
O vídeo começa com Del Rey em pé, de topless, nos braços de um homem, que é interpretado pelo modelo Bradley Soileau, e tem a bandeira americana como plano de fundo. Sendo que nessa parte, o vídeo fica igual a capa do single. A cena é seguida com a cantora saindo de sua casa para se juntar com o namorado em uma longa viagem de carro. Quando eles entram no automóvel, começam a fumar maconha. Mais tarde, na estrada, pode-se notar que a relação do casal começa a ficar instável, Del Rey beija o seu namorado, expressando tristeza. Logo depois, aparece cenas do casal hospedado em um luxuoso hotel, onde eles são vistos deitados em uma cama, e em uma das cenas, o namorado de Del Rey aparece segurando a garganta dela, ameaçadoramente. Perto do final, se vê um acidente de carro, onde Del Rey fica como um cádaver, toda ensanguentada, com o seu namorado a segurando. Também há cenas de Del Rey em cima de um trono, na capela do palácio, ao lado de tigres. O vídeo termina com a cena de abertura.
O vídeo apresenta algumas semelhanças com motivos e cenas da curta-metragem The Goddess of Spring, da Disney, lançada em 1934.
O videoclipe foi recebido com avaliações positivas dos críticos. Jason Lipshutz, da Billboard, disse que a cena do carro é parecida com "We Found Love" da cantora barbadiana Rihanna. Ann Lee, do jornal Metro, disse que o vídeo musical é "sexy", já Matthew Perpetura, da revista Rolling Stone, observou que "assim como a música, o vídeo é em si, tristemente romântico e majestoso no seu âmbito". Becky Bain, do site Idolator, comentou: "A Interscope (gravadora de Del Rey) parece ter muita fé no trabalho da cantora, pois o vídeo do seu segundo single, "Born to Die", parece que tem o orçamento quinze vezes maior que o primeiro". Bain, também observou que "além de tigres selvagens, o novo vídeo de Del Rey tem uma igreja linda e um violento acidente" e questionou, "Você acha que uma música chamada 'Born to Die' acabaria com ela e seu namorado caminhando ao pôr do sol?".

## Divulgação

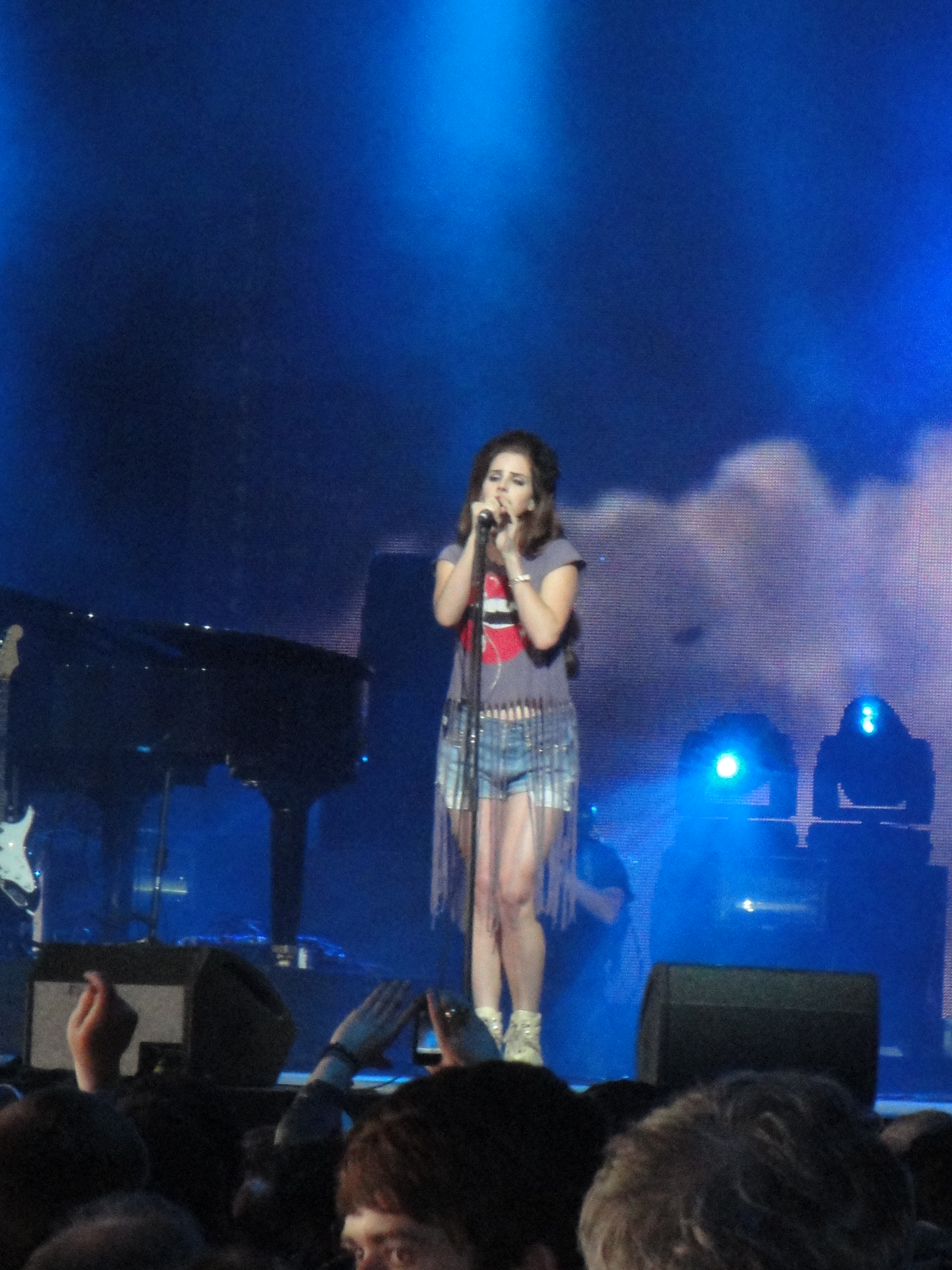
Del Rey em apresentação nos Estados Unidos, show que fez parte da sua primeira turnê

"Born to Die" foi cantada por Del Rey em uma série de apresentações ao vivo, inclusive no Bowery Ballroom. Segundo Eliot Glazer, da New York Magazine, a apresentação da intérprete "trouxe a popularização da gangsta Nancy Sinatra de volta". Matthew Perpetua, da revista Rolling Stone, comentou que, apesar dela estar nervosa e ansiosa ao mesmo tempo quando cantava o single ao vivo, a cantora cantava "com uma confiança considerável". Del Rey também cantou a música em um show intimista no Chateau Marmont na cidade de West Hollywood, na Califórnia. Ela também realizou uma performance da canção no El Rey Theatre, em Los Angeles nos Estados Unidos. A música foi catada por ela no iTunes Festival em London, e no Irving Plaza em Nova Iorque. Lana Del Rey apresentou a faixa no estúdio da rádio 98.7FM em Los Angeles.
Del Rey também apresentou a canção no Super Bock Super Rock, festival de música de verão realizado anualmente. Lana também apresentou o tema no festival de Barcelona, Sónar. Em Paris, a cantora com uma roupa simples e um belo penteado interpretou a melodia no Nouveau Casino, também apresentou a faixa ao vivo na rádio BBC 6. Ainda em 2012, a cantora teve a oportunidade de atuar no evento 'Hackney Weekend', criado pela Radio BBC 1. Na ocasião a interprete cantou sete canções, dentre elas "Born to Die". Lana Del Rey também atuou a música no The Jazz Café em Camden Town, na Inglaterra. A música faz parte do repertório oficial das suas turnês Born to Die Tour e Paradise Tour, que percorreram na América do Norte, Europa e Oceania.

## Desempenho nas tabelas musicais
"Born to Die" fez sua estreia nas tabelas musicais através da UK Singles Chart, publicada pela empresa britânica Official Charts Company (OCC), na semana de 22 de fevereiro de 2011 no número 9. O single veio a estrear na compilação irlandesa Irish Singles Chart três dias depois no seu 21° lugar e, no mesmo mês, ficou na décima colocação da escocesa divulgada pela companhia mencionada anteriormente. Na Eslováquia, seu melhor emprego foi no 53° da classificação radiofônica local da Federação Internacional da Indústria Fonográfica (IFPI). A faixa teve como auge a sétima colocação na dinamarquesa Tracklisten, a octagésima nona na holandesa Dutch Singles Chart e a quinquagésima nona na sueca Sverigetopplistan. O trabalho alcançou a décima quarta posição na região Flandres da Bélgica e a posição de número 20 na Valônia, região sul do mesmo país.
Em junho de 2012, "Born To Die" foi certificada como disco de ouro pela Australian Recording Industry Association (ARIA) por mais de trinta e cinco mil cópias vendidas na Austrália. Naquele ano, desempenhou-se na quadragésima primeira situação do periódico de faixas da corporação espanhola Productores de Musica de España (PROMUSICAE) e na 13ª do suíço Schweizer Hitparade. Obteve respectivamente a décima quinta, décima terceira, quadragésima quinta, vigésima nona nas paradas da Itália, Finlândia e França, República Checa e Alemanha. A canção acabou por ser autenticada de ouro pela empresa italiana FIMI por mais de quinze mil cópias comercializadas.
| Tabela musical (2011-12)                    | Melhor posição |
| ------------------------------------------- | -------------- |
| Alemanha - Media Control AG                 | 29             |
| Austrália - ARIA Charts                     | 34             |
| Áustria - Ö3 Austria Top 40                 | 10             |
| Estados Unidos - Billboard Youtube          | 15             |
| Bélgica - Ultratip (Flandres)               | 14             |
| Bélgica - Ultratip (Valônia)                | 10             |
| Chéquia - IFPI Česká Republika              | 45             |
| Dinamarca - Tracklisten                     | 7              |
| Escócia - Scottish Singles and Albums Chart | 10             |
| Espanha - PROMUSICAE                        | 41             |
| Eslováquia - IFPI Slovenská Republika       | 53             |
| Países Baixos - Dutch Singles Chart         | 89             |
| Finlândia - Suomen virallinen lista         | 13             |
| França - SNEP                               | 13             |
| Irlanda - Irish Recorded Music Association  | 12             |
| Itália - FIMI                               | 15             |
| Suécia - Sverigetopplistan                  | 59             |
| Suíça - Schweizer Hitparade                 | 13             |
| Reino Unido - UK Singles Chart              | 9              |

| País        | Associação   | Certificação | Vendas   |
| ----------- | ------------ | ------------ | -------- |
| Austrália   | ARIA         | Ouro         | 35.000+  |
| Canadá      | Music Canada | Ouro         | 40.000+  |
| Dinamarca   | IFPI         | Ouro         | 10.000+  |
| Itália      | FIMI         | Ouro         | 15.000+  |
| Reino Unido | BPI          | Prata        | 200.000+ |

## Histórico de lançamento
"Born to Die" foi lançada através do formato download digital entre dezembro de 2011 e janeiro de 2012. Em 23 de março de 2012, um extended play (EP) digital contendo remixes da canção foi disponibilizado no mercado austríaco e alemão, neste último tendo um lançamento na edição física (CD).
| País          | Data                   | Formato          | Gravadora       |
| ------------- | ---------------------- | ---------------- | --------------- |
| Singapura     | 30 de dezembro de 2011 | Download digital | Universal Music |
| Finlândia     | 2 de janeiro de 2012   | Download digital | Universal Music |
| França        | 2 de janeiro de 2012   | Download digital | Universal Music |
| Luxemburgo    | 2 de janeiro de 2012   | Download digital | Universal Music |
| Noruega       | 2 de janeiro de 2012   | Download digital | Universal Music |
| Portugal      | 2 de janeiro de 2012   | Download digital | Universal Music |
| Austrália     | 3 de janeiro de 2012   | Download digital | Universal Music |
| Nova Zelândia | 3 de janeiro de 2012   | Download digital | Universal Music |

| País        | Data                  | Formato                   | Gravadora       |
| ----------- | --------------------- | ------------------------- | --------------- |
| Brasil      | 10 de janeiro de 2012 | Download digital          | Universal Music |
| Espanha     | 10 de janeiro de 2012 | Download digital          | Universal Music |
| Itália      | 17 de janeiro de 2012 | Download digital          | Universal Music |
| Irlanda     | 20 de janeiro de 2012 | Download digital          | Universal Music |
| Reino Unido | 20 de janeiro de 2012 | Download digital          | Universal Music |
| Suíça       | 23 de janeiro de 2012 | Download digital          | Universal Music |
| Alemanha    | 23 de março de 2012   | CD single - EP de remixes | Universal Music |
| Alemanha    | 23 de março de 2012   | Download digital          | Universal Music |